# География Гондураса

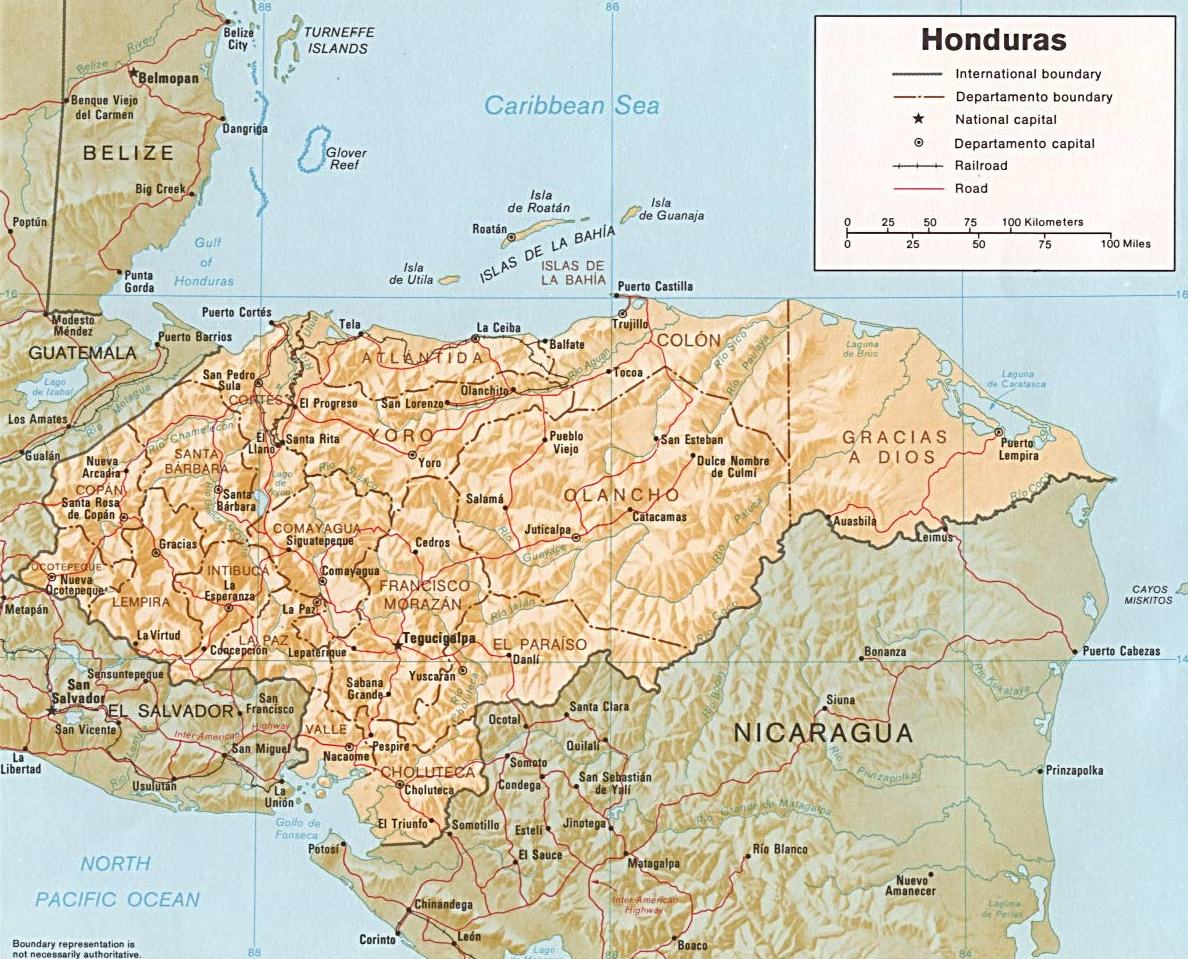
Карта Гондураса

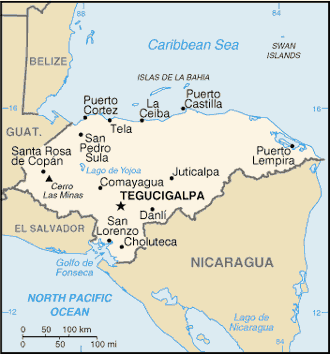
Map of Honduras

рельеф Гондураса

Гондурас — государство расположенное в Центральной Америке.

## Описание
Общая площадь 112 090 км².
Общая протяжённость границы 1520 км (протяжённость границ с Гватемалой — 256 км, с Сальвадором — 342 км, с Никарагуа — 922 км).
Береговая линия: 820 км.
Самая высокая точка страны Сьерра Лас Минас (Cerro Las Minas) 2870 м.
Занимает северную часть центральноамериканского перешейка. На юге Гондурас граничит с Никарагуа, на западе с Гватемалой, на юго-западе — с Сальвадором; на севере и востоке омывается Карибским морем, на юго-западе выходит к заливу Фонсека в Тихом океане. В состав страны входят также многочисленные острова в Карибском море и заливе Фонсека, в том числе отдалённые острова Сисне на северо-востоке.
Большую часть территории составляет нагорье (высотой до 2865 м), сложенное преимущественно архейскими кристаллическими и метаморфическими породами, на юге кайнозойскими лавами.
Гондурас расположен на обширном плоскогорье, которое пересекается с востока на запад горными цепями: Монтесильос, Комаягуа и Опалака с наивысшей точкой страны горой Серро-Лас-Минас (2870 м). 80 % территории Гондураса покрыто горами, а низменности встречаются в основном только вдоль побережья. Глубокая тектоническая долина разделяет горные массивы с севера на юг, от истока реки Улуа до залива де Фонсека. Её длина от карибского побережья до залива составляет 280 км, а самая высокая точка её дна, что означает внутридолинный водораздел бассейнов двух океанов, достигает 940 м над уровнем моря. Другие две крупнейшие реки Гондураса — Патука и Агуан.
Крупнейшим озером страны является Йохоа.
Вдоль побережья Карибского моря расположены равнины Сан Педро Сула и Москитовый берег (в основном заболоченный). На северном побережье находятся банановые плантации. На Тихоокеанском побережье также расположена равнинная зона. На северо-востоке в низине находятся джунгли Ла Москития, которые были признаны всемирным наследием ЮНЕСКО, а также национальный парк Рио-Платано; всего же в стране насчитывается 17 национальных парков.

## Климат
Климат страны характеризуется как тропически пассатный с резкими различиями в количестве осадков на наветренных (северных и восточных) и подветренных склонах гор. Сезонные изменения температуры незначительны. Среднемесячные температуры на низменностях от +22 °C до +26 °C, на нагорьях от +10 °C до +22 °C.
Карибское побережье и другие районы республики до высоты 800 метров принадлежат к жаркой зоне, так называемой «тьерра кальенте», а основная часть страны лежит в умеренно жаркой зоне («тьерра темплада»). Во внутренних районах территории страны и на юге осадков выпадает значительно меньше и сезон дождей приходится на май-октябрь. На Тихоокеанском побережье самые влажные месяцы с сентября по январь. В среднем по стране осадков выпадает до 3000 мм в год.

## Растительность и животный мир
Жарко-влажные низменности побережья Карибского моря и прилегающие склоны гор раньше были покрыты густыми влажными тропическими лесами, которые в настоящее время частично уничтожены. Выше, в горах, где температура ниже, находятся дубовые и сосновые леса, в западной (реже в центральной) части Гондураса в горных лесах встречается пихта гватемальская. В засушливых внутренних областях, включая район Тегусигальпы и области на юг и восток, местность покрыта травянистой саванной и редкими низкорослыми лесами. Есть ценные породы деревьев, особенно много их на обширной, почти непроходимой равнине джунглей Ла Москития (национальный парк Рио-Платано) и на склонах окружающих гор.
По всей территории страны водится большое количество диких животных, некоторые из них уцелели благодаря слабой заселённости. В этой стране встречаются как обычные для Центральной Америки, так и редкие виды животных: медведи, разные виды оленей, обезьян, дикие свиньи и пекари, тапиры, барсуки, койоты, волки, лисицы, ягуары, пумы, рыси, оцелоты, редкие чёрные пантеры и много других, более мелких видов кошачьих. Также обитают пресмыкающиеся — аллигаторы, крокодилы, игуаны и змеи, в том числе ядовитые (к последним относятся смертельно опасные кайсака и каськавела), а также муравьеды, коаты, ленивцы, броненосцы и кинкажу. Богатая орнитофауна включает дикую индейку, фазана, попугаев, в том числе ара, цаплю, тукана и большое количество других видов.